# Heizmühle
Eine Heizmühle ist eine Gerätekombination aus einem Windgenerator (also einer kleinen Windenergieanlage) und einem Heizelement.
Die Kombination ist theoretisch genauso mit einem Wasserrad denkbar; da der Betrieb von solchen Anlagen aber an das Vorhandensein eines nahegelegenen Fließgewässers gekoppelt ist, hat sich diese Bauart kaum verbreitet.

## Funktionsweise
Die vom Windgenerator erzeugte elektrische Energie variiert je nach Windlast nicht nur in ihrer Leistung und Stromstärke, sondern auch in Spannung und Frequenz. Da das öffentliche Netz bei letzteren aber nur geringe Schwankungen zulässt, ist für eine Einspeisung eine aufwändige und teure Technik (Umrichter, Spannungswandler …) notwendig. Dasselbe gilt auch für die Versorgung von Elektrogeräten in Inselnetzen oder -anlagen.
Heizwiderstände hingegen funktionieren, anders als die meisten anderen Elektrogeräte, relativ unabhängig von solchen Schwankungen. Der Generator kann deshalb direkt mit einem Heizelement verbunden werden. Meist handelt es sich hierbei um die Heizpatrone in einem Warmwasserspeicher. Es können solche Heizelemente jedoch auch in Pufferspeichern zur Heizungsunterstützung verbaut werden, oder als Heizregister zur Lufterwärmung verwendet werden.
Eine dank günstiger werdender Leistungselektronik inzwischen marktreife Variante sind alternierende, bivalente Anlagen, die nach vollständiger Beladung des Speichers auf seine Solltemperatur auf Netzparallelbetrieb umschalten können und dem Betreiber somit Einspeisevergütungen einbringen.